# 大隈一裕
大隈 一裕（おおくま かずひろ、1951年1月29日 - 2016年3月26日）は、日本の実業家・農学者。松谷化学工業株式会社研究所所長、日本食物繊維学会常務理事、香川県希少糖戦略会議委員を務めた。澱粉科学、栄養学、糖質化学を専門とした。

## 略歴
宮崎県に生まれた。1976年（昭和51年）に神戸大学農学部農芸化学科を卒業した。松谷化学工業株式会社に入社、研究に従事した。2003年（平成15年）に神戸大学より博士（農学）を取得した。食物繊維および難消化性糖質の研究を行った。

## 業績
- 難消化性デキストリンの開発
- 食物繊維の普及・啓蒙
- 希少糖の産業利用

## 受賞歴
日本食品新聞社開発賞、注目発明賞他、以下を受賞した（共同受賞含む）。
- 平成17年 日本応用糖質科学会技術開発賞『難消化性デキストリンの開発』
- 平成19年 飯島藤十郎食品技術賞『難消化性デキストリンの開発』
- 平成22年 AOAC Collaborative Study of the Year “Total Dietary Fiber (CODEX Definition) by Enzymatic-Gravimetric Method and Liquid Chromatography”
- 平成25年 日本食糧新聞社　第27回　新技術・食品開発賞　（希少糖含有シロップ；レアシュガースウィート）
- 平成27年
  - 日本栄養・食糧学会技術賞『希少糖の機能解明と実用化』
  - 日本応用糖質科学会技術開発賞『アルカリ異性化を用いた希少糖含有シロップの製造方法および生理活性に関する検討』
  - 第6回ものづくり日本大賞優秀賞『「奇跡の糖」希少糖を含有する異性化糖の新規化学法による生産とその事業展開』[2]

## 著作

### 書籍
- 共著
  - 『食物繊維の科学』（朝倉書店）
  - 『澱粉科学の辞典』（朝倉書店）
  - 『Dietary Fibre』（Wageningen Academic）
  - 『Advanced Dietary Fibre Technology』（Blackwell Science）
- 分担執筆
  - 『ルミナコイドの保健機能と応用 ―食物繊維を超えて―』（CMC出版）
  - 『産業酵素の応用技術と最新動向』（CMC出版）
  - 『機能性糖質素材の開発と食品への応用 II』（CMC出版）

### 論文
- 『難消化性デキストリンに関する研究』（博士論文、2003年3月11日、NAID 500000241641）
- 『難消化性デキストリンの開発』[3]。

## メディア掲載

### 雑誌
- AERA（2014年11月10日号）[4]
- 日経トレンディ[5]

### 書籍
- でん粉革命 : 創業100周年に向けた松谷化学工業の挑戦[6]
- 香川発 希少糖の奇跡[7]